# Sofía Paoli Thorne
Pour les articles homonymes, voir Paoli et Thorne.
Sofía Paoli Thorne née en 1982 au Pérou, est une documentariste.

## Biographie
Sofia Paoli Thorne est née au Pérou en 1982. À l'âge de 7 ans, sa famille fuyant les conflits armés, s'exile au Paraguay. Elle réalise des documentaires sur des questions sociales, pour la télévision ou des ONG.
En 2011, elle réalise Mercadocuatropen. Il s'agit d'un documentaire sur un centre commercial dans la ville d'Asuncion, qui reçoit plus de 10 000 personnes par jour.
En 2023, elle réalise Guapo'y. Ce documentaire s'attache à Celsa, née en 1950. Elle se souvient de la dictature d'Alfredo Stroessner, qui dirige le pays de 1954 à 1989. Les opposants au régime sont arrêtés et disparaissent. Seuls quatre corps ont été identifiés. La période de la dictature est officiellement une période de paix et de prospérité. Enceinte, Celsa est arrêtée avec sa mère et son mari. Il est porté disparu. Celsa accouche en 1976. Son fils grandit au camp de concentration d'Emboscada avec sa mère et sa grand-mère. Dans le camp, il y a un immense jardin et un arbre. C'est là que les détenus se retrouvent. Celsa se souvient et raconte.

## Films
- Mercadocuatropen, 2011
- Guapo'y, 71 min, 2023

## Prix et distinctions
- mention spéciale du jury, 35e Festival international du film documentaire à Amsterdam (IDFA), 2022[5]
- meilleure direction, Festival de Malaga[6]